# Hugo von Winterfeld
Hugo Hans Karl von Winterfeld (né le 8 octobre 1836 à Landsberg-sur-la-Warthe et mort le 4 septembre 1898 à Schreiberhau) est un général d'infanterie prussien.

## Biographie

### Origine
Hugo est issu de la famille noble brandebourgeoise von Winterfeld (de). Il est le fils du forestier prussien Ernst von Winterfeld (1793-1869) et de sa femme Luise, née von Waldow (1804-1863). Son père est seigneur de Klein-Rinnersdorff jusqu'en 1859.

### Carrière militaire
Winterfeld étudie à la maison des cadets de Berlin puis est muté en 1856 comme sous-lieutenant dans le 1er régiment de grenadiers de la Garde de l'armée prussienne. Pendant la guerre contre l'Autriche, Winterfeld participe à la bataille de Sadowa en 1866. En 1867, il est muté au bureau topographique du Grand État-Major et en 1868, il est promu Hauptmann. Il sert dans la guerre de 1870-71 contre la France, dans laquelle il combat à la bataille de Sedan le 2 septembre 1870. Après cela, il est transféré à l'état-major général du grand quartier général et en 1872, il devient aide de camp de l'empereur Guillaume Ier et major. En 1871, il reçoit la première classe de la croix de chevalier avec des épées de l'ordre de la Couronne de Wurtemberg, en 1875, il reçoit la croix de fer de 2e classe.
Après sa promotion au grade de lieutenant-colonel en 1877, il reçoit l'ordre de la Couronne de 2e classe. En 1880, Winterfeld devient commandant du 1er régiment de grenadiers de la Garde et à ce titre est promu colonel en 1881. Plus tard, il est conseiller d'État pour l'Alsace-Lorraine et commande également l'agrandissement de la forteresse de Metz. En 1882, il reçoit l'ordre de la Couronne de 1re classe. En 1887, il reçoit sa promotion au grade de général de division. Après avoir été gouverneur de la forteresse de Mayence entre 1887 et 1888, il devient l'adjudant général des trois empereurs allemands Guillaume Ier, Frédéric III et Guillaume II. L'épouse de l'empereur Frédéric, Victoria, incrimine fortement Winterfeld dans ses lettres à sa mère, Victoria, en ce qui concerne sa relation problématique avec le gouvernement impérial allemand.
Après l'accession de Guillaume au trône à l'été 1888, le nouveau empereur l'envoie, avec Albano von Jacobi, à Londres en tant qu'émissaire pour apporter à la reine Victoria l'annonce officielle de son accession au trône. En 1889, Winterfeld représente l'empereur aux funérailles de Thérèse-Christine de Bourbon-Siciles, la dernière impératrice du Brésil.
Entre 1890 et 1891, après sa promotion au grade de lieutenant général, il commande le 20e division d'infanterie à Hanovre. Plus récemment, de 1893 à 1897, il est commandant général du corps de la Garde et à ce titre reçoit sa promotion au grade de général de l'infanterie en 1895 et à partir du 20 mai 1896 haut commandant des Marches.
Winterfeld, qui est l'un des généraux les plus décorés de son temps, aurait servi de modèle au personnage éponyme "Comte von Winterfeld" dans le roman La Guerre dans les airs de H. G. Wells.
Après sa mort, il est enterré dans l'ancien cimetière Saint-Matthieu à Berlin. 

### Famille
Il se marie le 11 février 1868, avec la new-yorkaise Pauline Elisa Schmidt (1839-1904). Le mariage donne naissance à Hans Karl (né en 1872) et à Ilse Charlotte (née en 1876), qui se marie en 1901 avec le général d'infanterie prussien Richard von Süßkind-Schwendi (1854-1946).